# アリステウス (アデイマントスの子)
アリステウス（あるいはアリステアス, 古希: Ἀριστέυς / Ἀριστέας, Aristeus / Aristeas, ？-紀元前430年）はペロポネソス戦争最初期のコリントスの将軍である。
アリステウスはアデイマントスの子である。紀元前432年にポテイダイアがアテナイ同盟を離脱した時、アテナイはポテイダイアを討つべくカルキディケ半島へと軍を進めた。これに対し、コリントスはアリステウスを将軍として志願兵（大部分はアリステウスへの好意から参加した）からなる重装歩兵1600人、軽装歩兵400人の軍を送った。ポテイダイアに到着したアリステウスはカルキディケでの同盟軍も加えてアテナイ軍と戦ったものの、敗れた（ポティダイアの戦い）。アテナイはさらに増援を送ってきてアリステウスの拠るポテイダイアを封鎖した。アリステウスは500人の守備隊を残しつつ、残余の軍と共に海路での脱出に成功し、カルキディケで戦いを続行した。その後、アリステウスはカルキディケを去ったようで、コリントスの使節としてスパルタ、テゲア、アルゴスの使節と共に対アテナイ戦への協力を要請するためペルシア王の許へと行こうとした。その途上、彼らはアテナイ側から離反させるためにトラキアのオドリュサイの王シタルケスの許へ行った。しかし、そこにいたアテナイ人レアルコスとアメイニアデスがシタルケスの子サドコスにアリステウスら使節たちの引渡しを説き、捕えられた使節たちはアテナイに送られた。アテナイ人はアリステウスをポテイダイアやトラキアでのアテナイの同盟者の離反の首謀者と見て、これ以上の敵対行動を取らぬよう裁判抜きで彼を含む使節たちを全員処刑した。

## 註
1. ↑  トゥキュディデス, I, 60
2. ↑  ibid, I, 64
3. ↑  ibid, I, 65
4. ↑  ibid, II, 6
5. ↑  ヘロドトス, VII, 137